# Pálfalvi Attila
Pálfalvi Attila (Kolozsvár, 1930. április 22. – Kolozsvár, 2010. március 14.) erdélyi magyar gépészmérnök, egyetemi tanár, műszaki író, szótáríró, tankönyvíró. Pálfalvi Piroska férje, Pálfalvi Gábor apja.

## Életútja
Középiskolát szülővárosában a római katolikus gimnáziumban végzett (1948); gépészmérnöki oklevelét a Kolozsvári Műegyetemen szerezte (1953) s ugyanitt doktorált (1963). Pályáját a brassói Metrom gyárban kezdte mint szerszámgépmérnök, 1953-tól 1992-ig tanított a kolozsvári Politechnikai Főiskolán, amelynek rektora is volt (1976–84). Ebben az időszakban a diáklétszám négyezerről kilencezerre növekedett s új tagozatok létesültek. 1990-ben tanügyminiszterhelyettes, majd amikor e minőségében magyar tanügyi kérdésekben kormányával konfliktusba került, gépgyártóipari miniszterhelyettes, utána vezérigazgató. Nyugdíjazása óta (1992) a Műszaki Egyetem doktorandusz-vezető professzora.

## Munkássága
Kutatási területe az anyagtechnológia, a porkohászat és a robottechnika. Doktori értekezésében világviszonylatban is új eljárást dolgozott ki az oxidokból redukált vasporok gyártására, amit iparilag is alkalmaztak egy vezetése alatt álló csoport közreműködésével. Tanulmányúton járt Kelet- és Nyugat-Németország, Svédország, a Szovjetunió, Csehszlovákia, Franciaország és az Amerikai Egyesült Államok számos egyetemén és kutatóintézetében. Részt vett 10 nemzetközi tudományos kongresszuson, Drezda (1962), Eisenach (1965), Stuttgart (1968), Kijev (1970, 1977), Bukarest (1972), Stockholm (1978), Firenze (1982), Budapest (1992) és Kolozsvár (1994) fórumán képviselve Romániát, s további 49 belföldi tudományos ülésszakon adott elő. Hat nyelven jelentek meg dolgozatai. Szabadalmazták 11 találmányát s ezek legtöbbjét alkalmazták is a gépiparban, illetve a porkohászat területén.
Rektorként a kolozsvári Műegyetem Buletinul Științific című értesítőjének főszerkesztője (1976–84). A román sajtóban s magyarul a Korunk, Utunk, A Hét, Matematikai és Fizikai Lapok, Munkásélet, Új Élet folyóiratokban s az Előre, Igazság, majd a Szabadság napilapok hasábjain a korszerű anyagvizsgálatról, az ipari fejlődésről, a műszaki gondolkodásról, a tudományos-technikai forradalom élvonalába került szakképzésről, a porkohászati kutatásokról értekezett. Műegyetemi jegyzeteit és tankönyveit – Tehnologia fabricării pieselor din pulberi metalice (1966), Încercări și analize în metalurgia pulberilor (1982), Metalurgia pulberilor (1988) – önállóan vagy társszerzőkkel közösen írta. Tuzson Gáborral együtt tevékenyen részt vett a Jenei Dezső főszerkesztésével készült Magyar-román műszaki szótár (1987) munkálataiban. Tudományos kutatásairól a televíziónak adott interjúkban is beszámolt, s emlékezetes az ünnepi beszéde a magyar adások újraindításakor 1990 januárjában.

## Művei
- Porkohászat; Erdélyi Múzeum-Egyesület, Kolozsvár, 1993 (Műszaki tudományos füzetek)
- Magyar-román műszaki szótár / Dicţionar tehnic maghiar-român; szerk. Pálfalvi Attila, Jenei Dezső; Ed. Tehnică, Bucureşti, 1987

## Díjai, elismerései
- Báthory-díj (2009)[1]